# Tư Đằng
Tư Đằng hay Bán yêu Tư Đằng (tiếng Trung: 司藤; Bính âm: Sī téng; tiếng Anh: Rattan) là một bộ phim tình cảm giả tưởng Trung Quốc được chuyển thể từ tiểu thuyết Bán yêu Tư Đằng của tác giả Vĩ Ngư, với sự tham gia của các diễn viên Cảnh Điềm, Trương Bân Bân, Lý Mộc Thần, Trương Diệc Trì,... Bộ phim được phát sóng trên các nền tảng trực tuyến iQIYI, Tencent Video và Youku vào ngày 8 tháng 3 năm 2021.

## Nội dung
Tần Phóng (Trương Bân Bân thủ vai) là một nhà thiết kế với sự nghiệp cũng đã có chút thành tựu. Trong cuộc hành trình tìm kiếm cội nguồn của tổ tiên, anh vô tình rơi xuống một vách đá và đánh thức yêu nữ Tư Đằng (Cảnh Điềm thủ vai) đã ngủ say mấy chục năm. Khi tỉnh lại, ký ức của Tư Đằng đã vô cùng hỗn loạn, cô phải dựa vào Tần Phóng để nhanh chóng thích nghi với thế giới này, tìm kiếm thân thế của bản thân. Trong quá trình đó, Tư Đằng dần dần cảm nhận được sự quan tâm và sẵn lòng trợ giúp vô tư của Tần Phóng, cảm nhận được sự tốt đẹp thế giới mới lạ này. Hai người bảo vệ lẫn nhau và cùng nhau trưởng thành.

## Diễn viên

### Diễn viên chính
| Diễn viên       | Vai diễn                | Giới thiệu |
| --------------- | ----------------------- | --- |
| Cảnh Điềm       | Tư Đằng (司藤)          | Nghệ Tộc (Bạch Đằng)/ một nửa Nghệ Tộc→ bị giết chết→ được phục sinh→ bị giết chết→ được phục sinh Tâm địa thiện lương, mang gien của dị giới ngoài hành tinh dung hợp với thực vật của Địa Cầu (thường gọi Nghệ Tộc), lúc đầu là Bạch Đằng (dây leo trắng), năm 1910 bị Khưu Sơn dùng thiên thạch cưỡng ép biến dị với rừng rậm Tây Nam. Được Khưu Sơn nuôi lớn nhưng cũng chịu đủ mọi hành hạ cùng sỉ nhục. Tư Đằng vốn là cá thể độc lập do lực lượng hỗn loạn mà tách thành hai nửa, nửa còn lại là Bạch Anh nên trở thành nửa Nghệ Tộc (bán yêu). Bị phân thân của bản thân là Bạch Anh giết hại (chết năm 1939, chôn ở Đạt Na) dẫn đến ngủ say, bởi vì máu của Tần Phóng mà (năm 2020) phục sinh. |
| Trương Bân Bân  | Tần Phóng (秦放)        | Kiến trúc sư → hấp hối → được phục sinh → huyết mạch mỏng manh của Kình Thiên Thụ. Là thanh niên tốt bụng, đẹp trai, giàu có, cháu trai của Tần Lai Phúc (ông nội có huyết mạch Kình Thiên Thụ), được sắp xếp mà đến Đạt Na sau đó ngoài ý muốn rơi xuống cốc, trong lúc hấp hối, chảy một lượng máu lớn (huyết mạch Kình Thiên Thụ) làm cho Tư Đằng hấp thu mà phục sinh. Sống lại nhờ một luồng yêu khí của Tư Đằng, không thể rời khỏi Tư Đằng quá xa, chấp nhận làm người hầu cho Tư Đằng, cùng Tư Đằng tìm phân thân "Bạch Anh". Sau biết được bản thân có huyết mạch Kình Thiên Thụ, nhiều lần dùng máu hồi sức cho cô, trong quá trình ở chung dần dần yêu Tư Đằng.                              |
| Trương Diệc Trì | Nhan Phúc Thụy (颜瓦房) | Huyền Môn - truyền nhân của Tinh Vân Các Tính tình chất phác, thuần hậu, là đệ tử của Khưu Sơn. Sau này vì hổ thẹn những chuyện Khưu Sơn làm với Tư Đằng nên giúp đỡ Tư Đằng đối phó Xích Tản, khi Ngoã Phòng được Tư Đằng cứu trở nên thân thiết với Tư Đằng và Tần Phóng. |

### Diễn viên phụ
| Diễn viên       | Vai diễn                                       | Giới thiệu |
| --------------- | ---------------------------------------------- | --- |
| Thiệu Phong     | Khưu Sơn / lão niên 丘山(老年）                | Sư phụ của Nhan Phúc Thuỵ, ra vẻ đạo mạo, hồi trẻ từng bị Độc Hoạt của Nghệ Tộc lừa gạt dẫn đến sư môn bị diệt, vĩnh viễn kết mối tử thù với Nghệ Tộc. Cưỡng ép biến dị với Tư Đằng để làm bàn đạp tiến vào Huyền Môn chính tông, khống chế Tư Đằng buộc cô giết hại đồng tộc mang lấy ác danh. Dùng thiên thạch để kéo dài tuổi thọ hơn 80 năm(trẻ hoá). |
| Kim Trạch Hạo   | Đan Chí Cương /thanh niên 单志刚／丘山（青年） | Khưu Sơn sau khi trẻ hoá rời khỏi Thanh Thành, lấy tên Đan Chí Cương trở thành bạn và đối tác cùng Tần Phóng mở công ty. Sau này phát hiện Tư Đằng phục sinh tìm cách giết chết cô. |
| Lý Mộc Thần     | Thẩm Ngân Đăng (Xích Tản) (沈银灯)（赤伞）     | Nghệ Tộc → bị giết chết Cùng Tư Đằng đều là Nghệ Tộc, ngoại hiệu Xích Tản. Có thể biến hoá kỳ ảo. Giả làm truyền nhân của Huyền Không Môn, thiết kế bẫy giết chết Tư Đằng. Tư Đằng và Tần phóng nội ứng ngoại hợp mà hạ được Xích Tản. Để lại thư cho chồng để bắt lấy Tần Phóng, buộc anh giúp mình phục sinh nhưng bất thành. |
| Lý Y Hiểu       | Bạch Anh (白英)                                | Nghệ Tộc (phân thân Tư Đằng)/ một nửa Nghệ Tộc → bị giết chết→ được phục sinh→ bị giết chết Bạch Anh vì muốn sống chung với Thiệu Diễm Khoan mà giết hại Tư Đằng, sắp xếp người đem Tư Đằng chôn ở Đạt Na. Trở thành vợ hai của Thiệu Diễm Khoan, bởi vì đố kị Thiệu Diễm Khoan tái hôn với vợ ba, vào đêm tân hôn giết vợ ba, cải biến thành tướng mạo người khác. Si tình với Thiệu Diễm Khoan chỉ đổi lại sự phản bội, biết mình sinh con tán đi sức mạnh sẽ bị Huyền Môn giết chết (chết vào mùa thu năm 1946), vì phục sinh mà âm thầm bố cục, cuối cùng khi cùng Tư Đằng giết chết Khâu Sơn, cùng nhau tan thành mây khói. |
| Trương Định Hàm | Giả Quế Chi (贾桂芝)                           | Đời sau của Giả Tam. Khi gặp được Tần Phóng và Tư Đằng do trên tay có vết tích Đằng Sát mà thừa nhận bản thân là hậu nhân Giả Tam. Cuối cùng tại khu nhà cũ (tổ tiên để lại) ở Đạt Na định cư sinh sống gần ngôi mộ của chồng (Triệu Giang Long). |
| Vương Quan      | Chu Vạn Đông (周万东)                          | Vì tìm "Cửu Nhãn Thiên Châu" bị Triệu Giang Long mang đi mà đuổi theo đến Đạt Na. An Mạn từng gặp Triệu Giang Long nên bắt đi An Mạn để giúp hắn tìm "Cửu Nhãn Thiên Châu". Sau vì đánh đập Tần Phóng đắc tội Tư Đằng nên bị hạ Đằng Sát. |
| Ngô Tuấn Dục    | Vương Càn Khôn (王乾坤)                        | Đệ tử của Thương Hồng hội trưởng, thân thiết với Nhan Phúc Thuỵ, sau giúp Tư Đằng bắt Bạch Anh. |
| Phạm Thế Đức    | Thương Hồng (苍鸿)                             | Huyền Môn tổ chức chủ sự/ Trường Minh học trai kiêm hiệp hội yêu thích thiên văn Sư phụ của Vương Càn khôn, sau khi đệ tử trúng Đằng Sát của Tư Đằng, đứng ra liên lạc với các môn phái Huyền Môn để xin cứu giúp. Sau xưng Khâu Sơn là sư thúc. Năm xưa trong cuộc truy quét "Bạch Anh" cũng có mặt, lúc đó khoảng 8 tuổi. |
| Phan Nhất Y     | An Mạn/ An Tiểu Đình 安蔓（安小婷）            | Bạn gái cũ của Tần Phóng / kẻ lừa đảo / tình nhân cũ của Triệu Giang Long → bị giết chết Vốn tên là An Tiểu Đình. Vô tình hại Tần Phóng rơi xuống sơn cốc mà đau khổ. Vì cứu Đan Chí Cương, bạn của Tần Phóng mà bị giết hại. |
| Viên Thừa Kiệt  | Thiệu Diễm Khoan (邵琰宽)                      | Là một công tử ăn chơi trác táng, có tình cảm với Tư Đằng. Sau khi lấy Tư Đằng (thật ra là Bạch Anh) làm vợ hai, chưa được mấy năm đã cưới thêm vợ ba. Sau khi Bạch Anh giết vợ ba của hắn, dung mạo thay đổi, hắn ghê sợ nên nhốt cô lại, cùng Khưu Sơn liên thủ giết chết Bạch Anh. |
| Quách Hách Hiên | Nhan Ngoã Phòng (颜瓦房)                       | Đồ đệ của Nhan Phúc Thuỵ, bị Xích Tản Thẩm Ngân Đăng bắt lấy hút máu để bổ sung nguyên khí sau được Tư Đằng cứu. |
| Lữ Hành         | Triệu Giang Long                               | Chồng Giả Quế Chi → bị giết chết Dùng tên giả "Mã lão bản" khi gặp An Mạn cùng Tần Phóng ở Đạt Na. Giúp Giả Quế Chi đoạt "Cửu Nhãn Thiên Châu" nên bị Chu Vạn Đông và đồng bọn giết chết. |
| Lý Mộc Thương   | Bạch Kim                                       | Huyền Môn Nam KinhLà người nổi tiếng trên mạng (võng hồng), là đệ tử Huyền Môn nhưng đến đời ông chỉ là hữu danh vô thực. Sau khi Bạch Anh phục sinh trong lúc đang trốn chạy vô tình gặp được nên thông qua ông để biết rõ tình huống của Tư Đằng. |

Cùng một số diễn viên khác,...

## Nhạc phim
| STT | Nhan đề                                                  | Phổ lời               | Phổ nhạc              | Thể hiện                 | Thời lượng |
| --- | -------------------------------------------------------- | --------------------- | --------------------- | ------------------------ | ---------- |
| 1.  | "Ngàn vạn dũng cảm - 千万勇敢" (Chủ đề)                  | Triệu Đăng Khải       | Triệu Đăng Khải       | Cảnh Điềm                |            |
| 2.  | "Sao Băng - 星陨 (Tập 1-15)" (Nhạc kết)                  | Tiêu Đông             | Đỗ Tinh Huỳnh         | Miên Tử                  |            |
| 3.  | "Vốn dĩ có thể - 本可以 (Tập 16-30)" (Nhạc kết)          | Lý Dương              | Trần Vĩnh Đào         | Lưu Vũ Ninh              |            |
| 4.  | "Đáp ứng anh - 答应我 (Phiên bản nam)"                   | Châu Phẩm             | Phùng Đạt             | Châu Phẩm                |            |
| 5.  | "Đáp ứng anh - 答应我 (Phiên bản nữ)"                    | Châu Phẩm             | Phùng Đạt             | Tạ Đan Ni                |            |
| 6.  | "Wonderful surprise (Phiên bản nam)"                     | Từ Mộng Nhã           | Phùng Đạt             | Trương Bân Bân           |            |
| 7.  | "Wonderful surprise (Phiên bản nữ)"                      | Từ Mộng Nhã, Nhật An  | Phùng Đạt             | Ngư Tiêu Diêm, Tạ Đan Ni |            |
| 8.  | "Tia sáng se lạnh - 微光微涼"                            | Lý Ngọc Phi           | Phùng Đạt             | Diệp Lý                  |            |
| 11. | "Không rõ tung tích - 下落不明"                          | Lý Dương              | Trần Vĩnh Đào         | Trương Bân Bân           |            |
| 12. | "Bầu trời sao rơi - 坠落星空"                            | Tiểu Tinh Tinh Aurora | Tiểu Tinh Tinh Aurora | Tiểu Tinh Tinh Aurora    |            |
| 13. | "Giữa chúng ta, bên ngoài chúng ta - 我们之间, 我们之外" | Trương Đăng Khải      | Trương Đăng Khải      | Vương Lạp Nhân           |            |

## Phát sóng
| Quốc gia   | Kênh          | Thời gian                                          | Ghi chú |
| ---------- | ------------- | -------------------------------------------------- | ------- |
| Trung Quốc | iQIYI         | Ngày 8 tháng 3 năm 2021 - Ngày 26 tháng 4 năm 2021 |         |
| Trung Quốc | Tencent Video | Ngày 8 tháng 3 năm 2021 - Ngày 26 tháng 4 năm 2021 |         |
| Trung Quốc | Youku         | Ngày 8 tháng 3 năm 2021 - Ngày 26 tháng 4 năm 2021 |         |

## Giải thưởng và đề cử
| Thời gian  | Lễ trao giải                                                      | Giải thưởng                                           | Đề cử   | Kết quả   | Tham khảo |
| ---------- | ----------------------------------------------------------------- | ----------------------------------------------------- | ------- | --------- | --------- |
| 23-10-2021 | Giải thưởng Văn Vinh điện ảnh và truyền hình Hoành Điếm lần thứ 8 | Tác phẩm xuất sắc nhất trên nền tảng của năm          | Tư Đằng | Đoạt giải | [ 3 ]     |
| 30-12-2021 | Đại Sảnh Danh Vọng 2021                                           | Top 10 Danh sách phim truyền hình và nhân văn của năm | Tư Đằng | Đoạt giải | [ 4 ]     |